# Пішки на небеса
Пішки на небеса (англ. Hitch Hike to Heaven) — американська драма режисера Френка Р. Стрейєра 1936 року.

## Сюжет
Театральна актриса знаходить успіх в Голлівуді, але вона починає зустрічатися з директором і ставить під загрозу його стосунки з дружиною і сином.

## У ролях
- Генрієтта Кросман — Дебора Делані
- Герберт Роулінсон — Мелвілл Делані
- Расселл Глісон — Даніель Делані
- Поллі Енн Янг — Джеррі Дейлі
- Аль Шин — Герман Блатц
- Аніта Пейдж — Клаудія Ревелл
- Сід Сейлор — Спад
- Гаррі Гарві — Геббі
- Гаррі Голман — Філмор Таббс
- Етель Сайкес — Кітті O'Брайен
- Лела Блісс — Надія Де Ла Ней
- Кроуфорд Кент — Едгар
- Джон Ділсон — Чарлі Рід